# مدین (جیرفت)
مدین روستایی در دهستان دلفارد بخش ساردوئیه شهرستان جیرفت استان کرمان ایران است.

## جمعیت
بر پایه سرشماری عمومی نفوس و مسکن در سال ۱۳۹۵ جمعیت این مکان ۱۵۸ نفر (۳۷خانوار) بوده‌است.